# Standard E-1
Standard E-1 là một mẫu máy bay tiêm kích của Hoa Kỳ, được thử nghiệm năm 1917.

## Quốc gia sử dụng
Hoa Kỳ
- Cục Không quân Lục quân Hoa Kỳ

## Tính năng kỹ chiến thuật
Đặc điểm tổng quát
- Kíp lái: 1
- Chiều dài: 18 ft 5 in (5.61 m)
- Sải cánh: 24 ft 0 in (7.31 m)
- Chiều cao: 7 ft 10 in (2.39 m)
- Trọng lượng rỗng: 368 lb (811 kg)
- Trọng lượng có tải: 1.140 lb (520 kg)
- Động cơ: 1 × Le Rhône, 80 hp (60 kW)

Hiệu suất bay
- Vận tốc cực đại: 100 mph (160 km/h)
- Tầm bay: 180 dặm (290 km)
- Trần bay: 14.500 ft (4.420[2] m)